# Kefamenanu
Stad Kefamenanu (ID: Kota Kefamenanu) is een plaats van het regentschap Noord-Midden-Timor in West-Timor, in de Indonesische provincie Oost-Nusa Tenggara.

## Geografie
Stad Kefamenanu (ID: Kota Kefamenanu) is de hoofdstad van het regentschap Noord-Midden-Timor. De oppervlakte bedraagt 74,0 km².
De stad ligt aan de West-Timor Hoofdweg (ID: Jalan Nasional Trans Timor). Zie ook bijgaand kaartje. De West-Timor Hoofdweg (in geel aangegeven op het kaartje) vormt de verbinding van Kupang met Motaain, het dorp aan de grens van West-Timor met Oost-Timor. Verdere wegen van belang zijn:
- de weg naar Wini aan de kust in het noorden;
- de weg via Eban naar Soë;
- de weg naar Oesilo in de Oost-Timorese exclave Oe-Cusse Ambeno.

Stad Kefamenanu is ook het bestuurscentrum van het district Kefamenanu. Laatstgenoemde eenheid omvat de negen subdistricten Bansone, Benpasi, Maubeli, Kefamenanu Selatan, Kefamenanu Tengah, Kefamenanu Utara, Sasi (Kefamenanu), Tubuhue.

## Demografie
Het aantal inwoners bedraagt 43.177. Opgave 2020. Kefamenanu was een van de vele vluchtelingenkampen voor Oost-Timorezen die tijdens de Oost-Timorcrisis in 1999 met geweld naar West-Timor werden geëvacueerd.
Het percentage katholieken bedraagt 68,9 %. De overige percentages zijn: 21,1 % protestant, 9,7 % moslim, 0,27 % hindoe, 0,01 % boeddhist.

## Geschiedenis
Kefamenanu was vroeger een Portugese post in het gebied dat betwist werd door de Nederlanders. Pas met de uitspraak van het Permanente Hof van Arbitrage op 25 juni 1914 ging de heerschappij over naar de Nederlanders. Op 22 september 1922 vestigden de Nederlanders een stad op de oude post en maakten er het administratieve hoofdkwartier van de Onderafdeling Noord-Midden-Timor van. In 1923 werd het administratiegebouw gebouwd, dat tegenwoordig het plaatselijke archief huisvest.

## Economie
De regio is sinds 2007 een centrum van mangaanwinning. Het erts wordt geëxporteerd via de havens van Kupang, Atambua en Wini.
Kefamenanu staat ook bekend om zijn ikat-weefkunst. De afbeeldingengalerij laat enkele voorbeelden van de West-Timorese ikat-weefkunst zien.

## Toerisme
Een van de toeristische doelen is de Maria Bitauni-grot. Ook het berglandschap rondom Stad Kefamenanu is van groot toeristisch belang.

## Geboren en/of woonachtig in Kefamenanu
- Yovita Meta (4 december 1955), modeontwerpster.

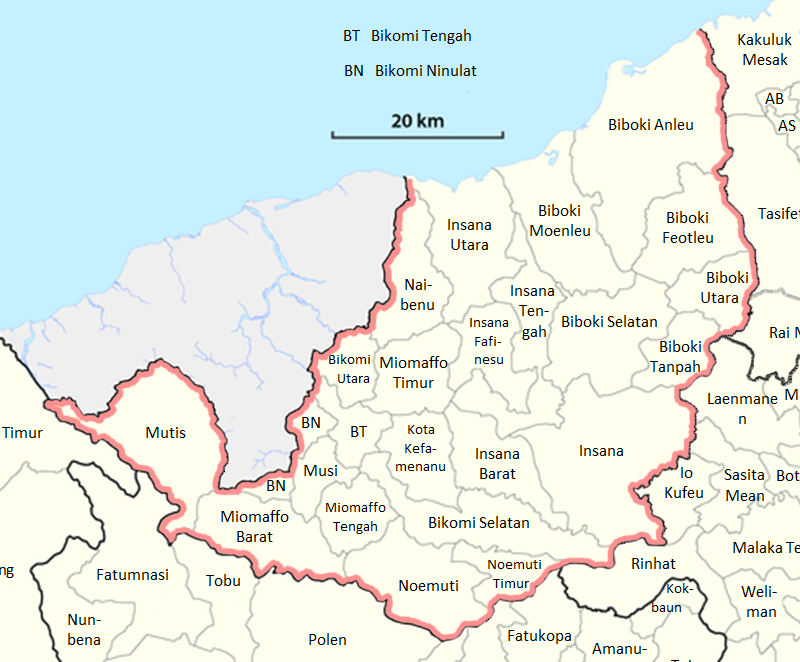
Regentschap Noord-Midden-Timor met zijn districten.
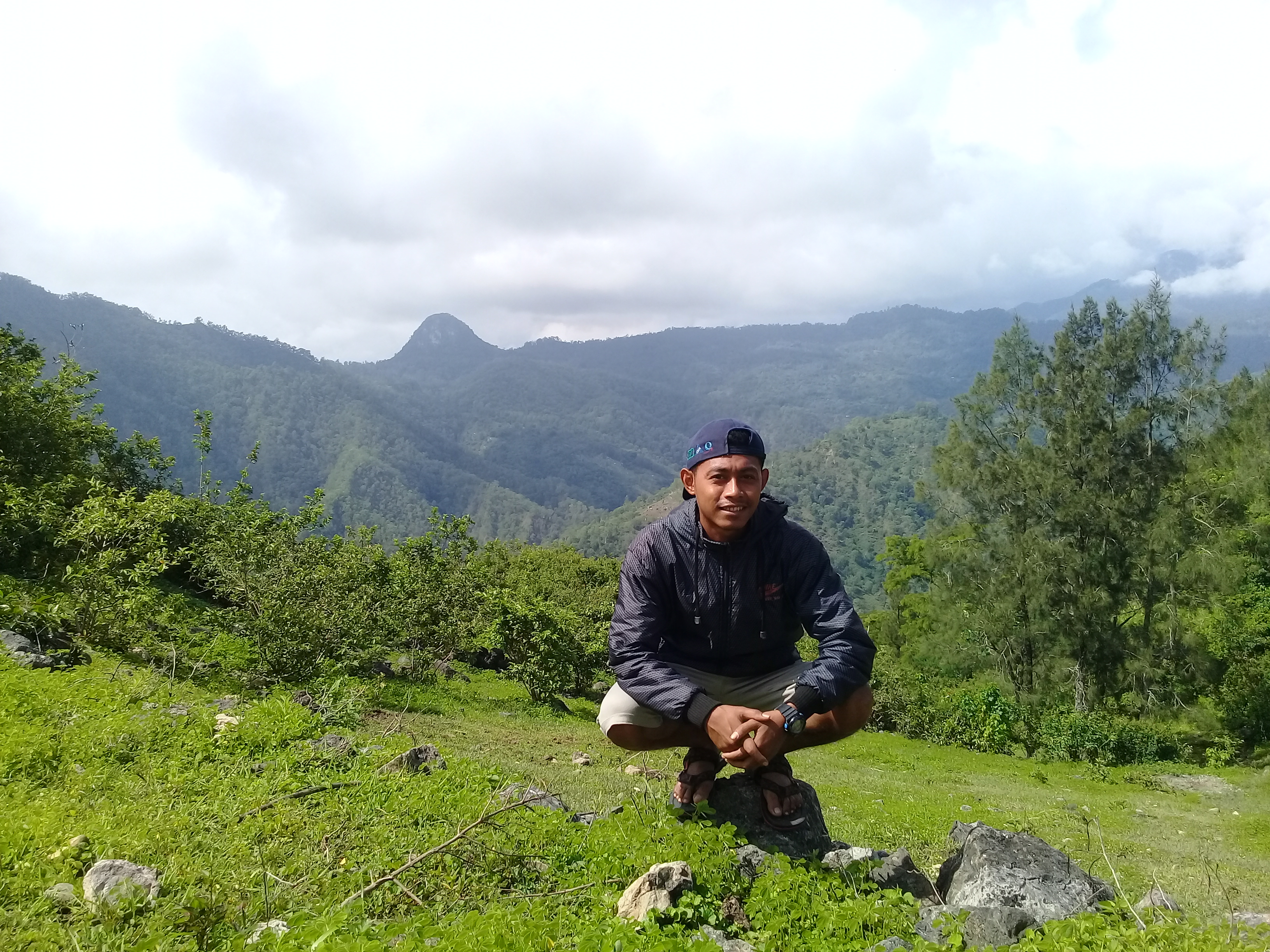
Uitzicht op het berggebied rondom Kefamenanu.
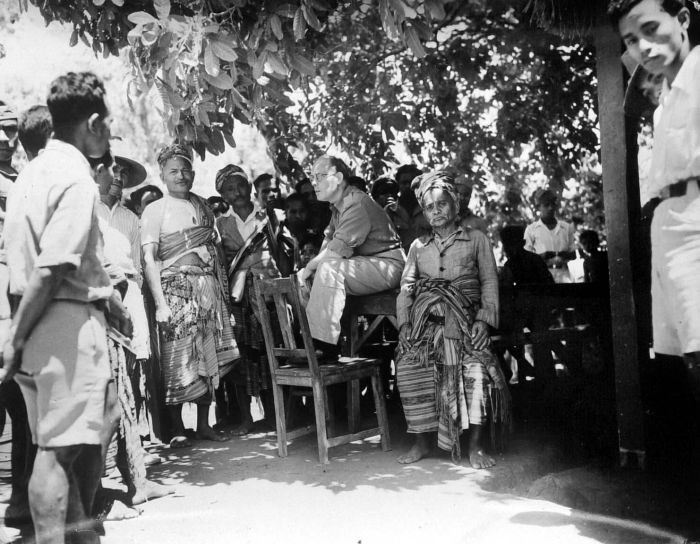
Groep Timorezen en pastoor Martens, tijdens de Japanse bezetting in oktober 1945.
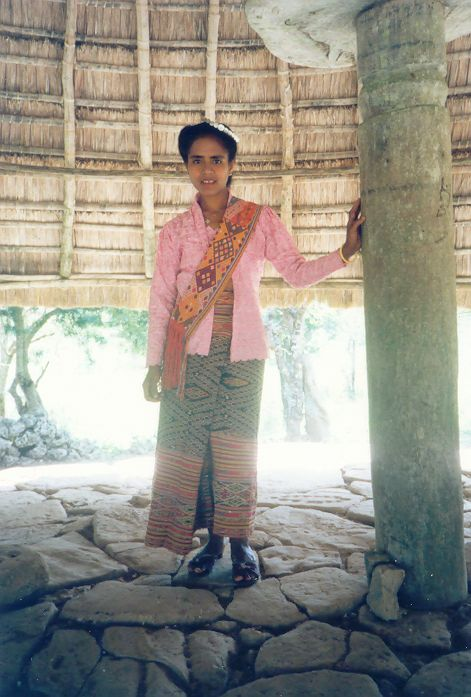
Rituele kleding van vrouw, West-Timor, 1991.
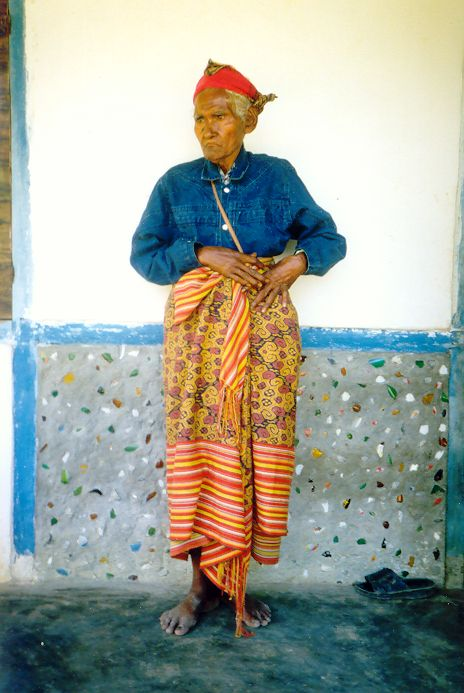
Rituele kleding van man, West-Timor, 1992.
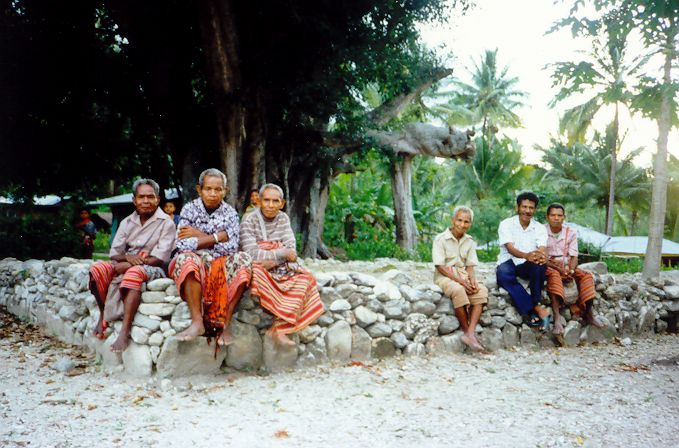
Alledaagse en rituele kleding, West-Timor, 1992.